# Dave Archibald
David Archibald (né le 14 avril 1969 à Chilliwack en Colombie-Britannique au Canada) est un joueur professionnel canadien de hockey sur glace qui évoluait au poste d'ailier droit.

## Biographie
Alors issu des Winterhawks de Portland dans la Ligue de hockey de l'Ouest, il est repêché par les North Stars du Minnesota en 6e position lors du repêchage d'entrée de 1987 dans la Ligue nationale de hockey. Il fait ses débuts avec les North Stars la même année de son repêchage, lors de la saison 1987-1988.
Après deux saisons avec les North Stars et douze parties en début de saison 1989-1990, il est échangé lors du mois de novembre aux Rangers de New York, qui finissent par l'envoyer en ligue mineure avec les Spirits de Flint de la Ligue internationale de hockey malgré une vingtaine de parties avec l'équipe new-yorkaise. 
Il joue avec l'équipe nationale canadienne de 1990 à 1992. Il représente son pays à l'occasion du championnat du monde de 1991 ainsi que les Jeux olympiques d'hiver de 1992 ayant lieu à Albertville en France, tournois dans lequel Archibald remporte une médaille d'argent à chaque fois.
Il joue brièvement en Italie avec le HC Bolzano avant de rejoindre les Sénateurs d'Ottawa en 1992-1993, équipe d'expansion ayant rejoint la LNH au cours de cette saison. Il joue quatre saisons dans la capitale nationale, qui s'avèrent être peu concluantes pour Archibald. Il signe en 1996-1997 avec les Islanders de New York mais ne joue que sept parties avec l'équipe et finit par rejoindre les Lions de Francfort en Allemagne lors de cette saison.
Il termine sa carrière dans la LIH en jouant pour les Dragons de San Antonio et les Grizzlies de l'Utah, mais également en Suède avec le Linköpings HC.

## Statistiques

### En club
| Saison     | Équipe                   | Ligue         |     | Saison régulière | Saison régulière | Saison régulière | Saison régulière | Saison régulière |    | Séries éliminatoires | Séries éliminatoires | Séries éliminatoires | Séries éliminatoires | Séries éliminatoires |
| Saison     | Équipe                   | Ligue         | PJ  | B                | A                | Pts              | Pun              | PJ               | B  | A                    | Pts                  | Pun                  |                      |                      |
| 1983-1984  | Winterhawks de Portland  | LHOu          | 7   | 0                | 1                | 1                | 2                | -                | -  | -                    | -                    | -                    |                      |                      |
| 1984-1985  | Winterhawks de Portland  | LHOu          | 47  | 7                | 11               | 18               | 10               | 3                | 0  | 2                    | 2                    | 0                    |                      |                      |
| 1985-1986  | Winterhawks de Portland  | LHOu          | 70  | 29               | 35               | 64               | 56               | 15               | 6  | 7                    | 13                   | 11                   |                      |                      |
| 1986-1987  | Winterhawks de Portland  | LHOu          | 65  | 50               | 57               | 107              | 40               | 20               | 10 | 18                   | 28                   | 11                   |                      |                      |
| 1987-1988  | North Stars du Minnesota | LNH           | 78  | 13               | 20               | 33               | 26               | -                | -  | -                    | -                    | -                    |                      |                      |
| 1988-1989  | North Stars du Minnesota | LNH           | 72  | 14               | 19               | 33               | 14               | 5                | 0  | 1                    | 1                    | 0                    |                      |                      |
| 1989-1990  | North Stars du Minnesota | LNH           | 12  | 1                | 5                | 6                | 6                | -                | -  | -                    | -                    | -                    |                      |                      |
| 1989-1990  | Rangers de New York      | LNH           | 19  | 2                | 3                | 5                | 6                | -                | -  | -                    | -                    | -                    |                      |                      |
| 1989-1990  | Spirits de Flint         | LIH           | 41  | 14               | 38               | 52               | 16               | 4                | 3  | 2                    | 5                    | 0                    |                      |                      |
| 1990-1991  | Équipe du Canada         | International | 29  | 19               | 12               | 31               | 20               | -                | -  | -                    | -                    | -                    |                      |                      |
| 1991-1992  | Équipe du Canada         | International | 58  | 20               | 43               | 63               | 64               | -                | -  | -                    | -                    | -                    |                      |                      |
| 1991-1992  | HC Bolzano               | Serie A       | 5   | 4                | 3                | 7                | 16               | 7                | 8  | 5                    | 13                   | 7                    |                      |                      |
| 1992-1993  | Sénateurs d'Ottawa       | LNH           | 44  | 9                | 6                | 15               | 32               | -                | -  | -                    | -                    | -                    |                      |                      |
| 1992-1993  | Rangers de Binghamton    | LAH           | 8   | 6                | 3                | 9                | 10               | -                | -  | -                    | -                    | -                    |                      |                      |
| 1993-1994  | Sénateurs d'Ottawa       | LNH           | 33  | 10               | 8                | 18               | 14               | -                | -  | -                    | -                    | -                    |                      |                      |
| 1994-1995  | Sénateurs d'Ottawa       | LNH           | 14  | 2                | 2                | 4                | 19               | -                | -  | -                    | -                    | -                    |                      |                      |
| 1995-1996  | Sénateurs d'Ottawa       | LNH           | 44  | 6                | 4                | 10               | 18               | -                | -  | -                    | -                    | -                    |                      |                      |
| 1995-1996  | Grizzlies de l'Utah      | LIH           | 19  | 1                | 4                | 5                | 10               | -                | -  | -                    | -                    | -                    |                      |                      |
| 1996-1997  | Islanders de New York    | LNH           | 7   | 0                | 0                | 0                | 4                | -                | -  | -                    | -                    | -                    |                      |                      |
| 1996-1997  | Lions de Francfort       | DEL           | 34  | 10               | 19               | 29               | 48               | -                | -  | -                    | -                    | -                    |                      |                      |
| 1997-1998  | Dragons de San Antonio   | LIH           | 55  | 11               | 21               | 32               | 10               | -                | -  | -                    | -                    | -                    |                      |                      |
| 1998-1999  | Grizzlies de l'Utah      | LIH           | 76  | 23               | 25               | 48               | 32               | -                | -  | -                    | -                    | -                    |                      |                      |
| 1999-2000  | Linköpings HC            | Elitserien    | 21  | 5                | 4                | 9                | 18               | -                | -  | -                    | -                    | -                    |                      |                      |
| 1999-2000  | Grizzlies de l'Utah      | LIH           | 27  | 7                | 4                | 11               | 10               | 5                | 0  | 0                    | 0                    | 0                    |                      |                      |
| Totaux LNH | Totaux LNH               | Totaux LNH    | 323 | 57               | 67               | 124              | 139              | 5                | 0  | 1                    | 1                    | 0                    |                      |                      |

### En équipe nationale
| Année | Compétition          |    | PJ | B | A | Pts | Pun               |  | Résultat |
| 1991  | Championnat du monde | 10 | 0  | 1 | 1 | 8   | Médaille d'argent |  |          |
| 1992  | Jeux olympiques      | 8  | 7  | 1 | 8 | 18  | Médaille d'argent |  |          |

## Trophée
- 1987 : remporte le trophée Brad Hornung du joueur au meilleur esprit sportif.